# Miriyam Aouragh

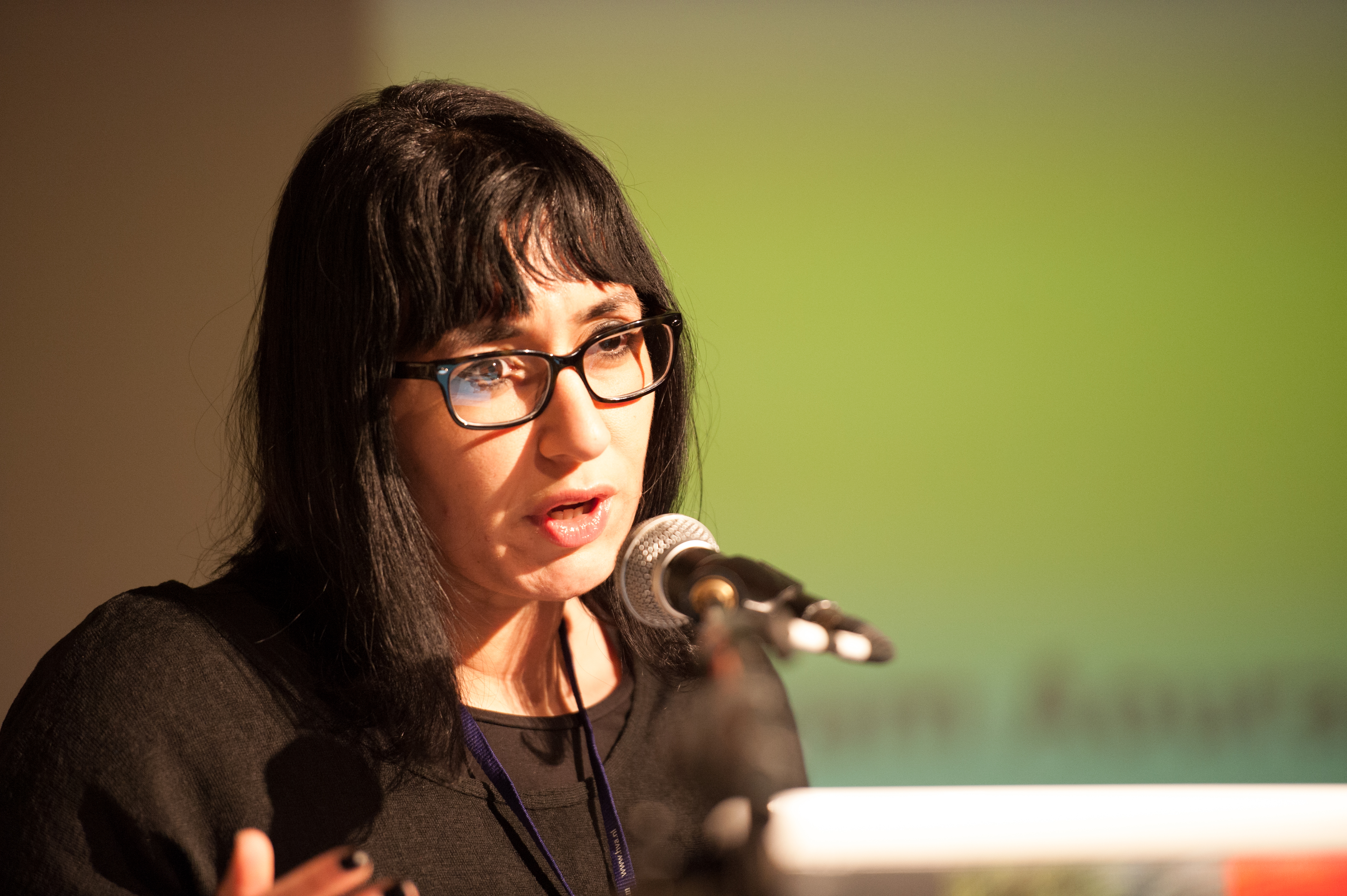
Miriyam Aouragh, 2013

Mareim (Miriyam) Aouragh (Amsterdam, 18 november 1972) is een Nederlands antropologe. Haar ouders komen uit Marokko. In april 2008 promoveerde zij met haar proefschrift Palestine Online over internetactivisme in Palestina, Jordanië en Libanon. Vanaf 2006 had zij enige tijd zitting in de Round Table, een adviesorgaan binnen Oxfam Novib.

## Biografie
Als cultureel antropologe is ze verbonden aan de Universiteit van Amsterdam en de ASSR onderzoeksschool. Aouragh is feministe, lid en voormalig bestuurslid (1999-2003) van de Internationale Socialisten (IS), ze zit in het Comité van Aanbeveling van het Nederlands Sociaal Forum en is verder actief in verschillende politiek-maatschappelijke organisaties waaronder pro-Palestina groeperingen en de campagnes Stop de Hetze! en Nederland Bekent Kleur. Aouragh is in mei 2003 door Israël de toegang tot het land geweigerd. Na een nacht in de cel te hebben doorgebracht werd zij uitgezet naar Nederland. Zij was hier voor de derde maal voor het onderzoek voor haar proefschrift.
In augustus 2003 sprak Aouragh bij een demonstratie naar aanleiding van de in augustus 2003 door een politieagent doodgeschoten Marokkaan Driss Arbib waar zij onder meer een onafhankelijk onderzoek eiste. Later is de betreffende politieagent vrijgesproken. In een hierop volgend interview met de Volkskrant gaf Aouragh als haar mening dat de politie "racistisch" is en dat veel Marokkanen in Nederland zich "gestigmatiseerd" voelen. Zij voorspelde dat "in veel wijken binnenkort echt de stoppen doorslaan".
Op 27 maart 2004 was Aouragh als spreekster aanwezig bij een demonstratie die volgens de (co-)organisator Arabisch-Europese Liga in de eerste plaats een herdenking was van Hamas-oprichter Ahmad Yassin, die vijf dagen eerder door een raketaanval van het Israëlische leger gedood was. Voor het Nederlands Palestina Komitee was de prominente aandacht voor Yassin reden om af te zien van de demonstratie. Later zouden de Internationale Socialisten verklaren dat de demonstratie ook gericht was tegen militair geweld van Israël tegen de Palestijnen. Bij deze gelegenheid voorspelde Aouragh nieuwe aanslagen in Nederland en andere Europese landen, aangezien volgens haar de "anti-moslim sfeer" een voedingsbodem voor aanslagen was. Zij riep op te komen tot "een brede coalitie van migranten, autochtonen, vrouwen, mannen, moslims, christenen en socialisten", tegen Sharon, Bush en Balkenende. "We zullen altijd in de meerderheid zijn!"